# Anaxagorea allenii
Anaxagorea allenii é uma espécie de magnólia. Foi descrito pela primeira vez por Robert Elias Fries. Anaxagorea allenii pertence ao gênero Anaxagorea, e à família Annonaceae. Não há tipos listados como este.